# Liste von Persönlichkeiten der Stadt Elsterwerda
Diese Liste enthält Persönlichkeiten, die mit der südbrandenburgischen Kleinstadt Elsterwerda im Landkreis Elbe-Elster in Verbindung stehen. Die Liste erhebt keinen Anspruch auf Vollständigkeit.

## Ehrenbürger
| Name              | geb. | in          | gest. | in          | Anmerkung |
| ----------------- | ---- | ----------- | ----- | ----------- | --- |
| August Müller     | 1830 |             | 1915  |             | Krauschützer Domänenpächter und Amtsrat, erhielt wegen seiner Verdienste um die Landwirtschaft zu seinem 76. Geburtstag den Ehrenbürgerbrief am 29. Mai 1906    |
| Friedrich Jage    | 1850 | Wahrenbrück | 1937  | Elsterwerda | Maurermeister, schuf viele heute noch stehende Gebäude der Stadt und Umgebung (Krankenhaus, Schule in Biehla usw.), 1924 zum Ehrenbürger Elsterwerdas ernannt   |
| Otto Kremiec      | 1903 |             | 1992  |             | Antifaschist und Widerstandskämpfer, am 22. April 1985 zum Ehrenbürger Elsterwerdas ernannt                                                                     |
| Kurt Kretzschmar  | 1905 |             | 1991  |             | Antifaschist und Widerstandskämpfer, am 22. April 1985 zum Ehrenbürger Elsterwerdas ernannt                                                                     |
| Wilhelm Engelmann | 1905 |             | 1995  |             | Antifaschist und Widerstandskämpfer, am 22. April 1985 zum Ehrenbürger Elsterwerdas ernannt.                                                                    |
| Hans Nadler       | 1910 | Dresden     | 2005  | Dresden     | Denkmalpfleger, unterstützte u. a. in Elsterwerda die Gründung der Kleinen Galerie „Hans Nadler“, welche den Namen seines Vaters, des Malers Hans Nadler, trägt |
| Heinz Fülfe       | 1920 | Freiberg    | 1994  | Berlin      | Schnellzeichner und Puppenspieler, im DFF bekannt geworden als Taddeus Punkt, lebte während seiner Oberrealschulzeit in Elsterwerda                             |
| Eberhard Matthes  | 1915 | Lipsa       | 1998  |             | Lehrer, Stadtarchivar und Ortschronist, im Januar 1995 zum Ehrenbürger ernannt                                                                                  |

## Söhne und Töchter der Stadt
| Name                                | geb. | in          | gest. | in                | Anmerkung |
| ----------------------------------- | ---- | ----------- | ----- | ----------------- | --- |
| Christian Siegmund von Holtzendorff | 1630 | Kraupa      | 1686  | Thallwitz         | kursächsischer Kammerherr und Amtshauptmann des Amtes Eilenburg. |
| Johann Gottfried Zeiske             | 1686 | Elsterwerda | 1756  | Lübben            | Philosoph, Schriftsteller und Pädagoge |
| Julius Bernhard von Rohr            | 1688 | Elsterwerda | 1742  | Leipzig           | Kameralist, Naturwissenschaftler und Schriftsteller |
| Adam Gottfried Uhlich               | 1718 | Elsterwerda | 1753  | Frankfurt am Main | Schauspieler und Schriftsteller |
| Friedrich Starke                    | 1774 | Elsterwerda | 1835  | Döbling           | Hornist, Kapellmeister und Komponist, im Januar 2008 wurde das Grundschulzentrum in Biehla nach ihm benannt |
| Wilhelm John                        | 1782 | Elsterwerda | 1840  | Dresden           | Architekt |
| Carl Adolph Terscheck               | 1782 | Elsterwerda | 1869  | Dresden           | königlich-sächsischer Hofgärtner, pflanzte unter anderem 1801 die Pillnitzer Kamelie |
| Johann Gottfried Terscheck          | 1784 | Elsterwerda | 1870  |                   | Gartenarchitekt, Botaniker und Mitbegründer des Botanischen Gartens in Dresden |
| Rudolf Voltolini                    | 1819 | Elsterwerda | 1889  | Breslau           | Mediziner und HNO-Arzt, hat sich besonders um die Anwendung der Galvanokaustik bei Kehlkopf- und Nasenkrankheiten Verdienste erworben |
| Paul Schröder                       | 1844 | Elsterwerda | 1915  | Jena              | Orientalist im diplomatischen Dienst, Konsul und Generalkonsul des Deutschen Reichs für Syrien in Beirut, Verfasser des Werks Die phönizische Sprache |
| August Heinrich Berger              | 1866 | Elsterwerda | 1932  |                   | Arzt und Schriftsteller |
| Georg Müller                        | 1868 | Elsterwerda | 1945  | Leipzig           | Jurist, Amtsrichter in Eilenburg, Landrichter und späterer Oberlandesgerichtsrat in Naumburg sowie 1922 Reichsgerichtsrat in Leipzig |
| Wilhelm Bünger                      | 1870 | Elsterwerda | 1937  | Leipzig           | Jurist und Politiker, leitete 1933 am Reichsgericht in Leipzig den Reichstagsbrandprozess |
| Hans Nadler                         | 1879 | Elsterwerda | 1958  | Gröden            | wurde als Schradenmaler bekannt. |
| Erich Straube                       | 1887 | Elsterwerda | 1971  | Osterode          | General und Ritterkreuzträger |
| Richard Markert                     | 1891 | Elsterwerda | 1957  | Köln              | ehemaliger Bremer Bürgermeister, NSDAP- und NDPD-Politiker |
| Werner Schendell                    | 1891 | Elsterwerda | 1961  | Berlin            | Schriftsteller |
| Carl Herbert Zikesch                | 1897 | Elsterwerda | 1979  | Rosenheim         | Ingenieur, Unternehmer und Neffe des Architekten Robert Leibnitz |
| Hans Wolfgang Bastian               | 1906 | Elsterwerda | 1942  | Torgau            | evangelischer Pfarrer von Saathain, umgekommen bei Verhören durch die Gestapo in Torgau |
| Wolfgang Hefermehl                  | 1906 | Elsterwerda | 2001  | Heidelberg        | Jurist und unter anderem Professor an der Universität Heidelberg. Er war einer der bedeutendsten Vertreter des deutschen Wirtschaftsrechts des 20. Jahrhunderts. In der Zeit des Nationalsozialismus war er ein SS-Obersturmführer, der sich in seinen Schriften aktiv für die Verbreitung der nationalsozialistischer Ideologie eingesetzte. |
| Helmut Bendler                      | 1913 | Elsterwerda | 1994  |                   | Jurist und Richter am Bundesgerichtshof |
| Wolfgang Theile                     | 1937 | Elsterwerda | 2018  | Ravensburg        | Romanist und Literaturwissenschaftler |
| Rosemarie Fuchs                     | 1941 | Elsterwerda | 2002  |                   | Politikerin (FDP) |
| Rolf X. Schröder                    | 1942 | Elsterwerda |       |                   | Maler, Grafiker und Dichter, bekannt unter dem Künstlernamen „Xago“ |
| Reinhard Mühlbacher                 | 1943 | Elsterwerda |       |                   | Schlagersänger, wurde vor allem durch die DDR-Fernsehsendung Klock 8, achtern Strom bekannt |
| Siegfried Helias                    | 1943 | Elsterwerda |       |                   | Politiker (CDU) |
| Isolde Röske                        | 1943 | Elsterwerda |       |                   | Mikrobiologin |
| Werner Wehner                       | 1945 | Elsterwerda |       |                   | Fußballspieler |
| Hans-Georg Schönemann               | 1946 | Elsterwerda |       |                   | Fußballspieler |
| Klaus Richter                       | 1947 | Elsterwerda |       |                   | Politiker (SPD), 2002–2010 Landrat im Landkreis Elbe-Elster |
| Siegfried Pachale                   | 1949 | Elsterwerda |       |                   | Diskuswerfer und Teilnehmer der Olympischen Sommerspiele 1976 in Montreal, wobei er den 5. Platz errang. |
| Klaus Birkefeld                     | 1951 | Elsterwerda | 2018  | Berlin            | Schauspieler, Autor und Regisseur |
| Dietmar Diesner                     | 1955 | Elsterwerda |       |                   | Improvisationsmusiker |
| Andreas Müller                      | 1955 | Elsterwerda |       |                   | 2005–2006 kommissarischer Oberbürgermeister der Stadt Leipzig |
| Simone Hain                         | 1956 | Elsterwerda |       |                   | Architektur- und Planungshistorikerin |
| Frank Werner                        | 1957 | Elsterwerda |       |                   | Politiker (CDU), 1990–2009 Abgeordneter des Landtags Brandenburg |
| Hartmut Buschbacher                 | 1958 | Elsterwerda |       |                   | 2008–2012 Cheftrainer des deutschen Ruderverbandes |
| Falk Boden                          | 1960 | Elsterwerda |       |                   | Radsportler, 1983 Gewinner der Internationalen Friedensfahrt. |
| Ralf Minge                          | 1960 | Elsterwerda |       |                   | Sportfunktionär, Fußballtrainer und ehemaliger Fußballspieler von Dynamo Dresden |
| Thomas Dittrich                     | 1964 | Elsterwerda |       |                   | Badmintonspieler |
| Thomas Gerber                       | 1967 | Elsterwerda |       |                   | Schauspieler |
| Jörg Wengler                        | 1967 | Elsterwerda |       |                   | Schachspieler |
| Thomas Lutze                        | 1969 | Elsterwerda |       |                   | Politiker (Die Linke) und Mitglied des Deutschen Bundestages |
| Anja Heinrich                       | 1971 | Elsterwerda |       |                   | Politikerin (CDU), Abgeordnete des Landtags Brandenburg |
| Andrei Walther                      | 1972 | Elsterwerda |       |                   | Bauingenieur |
| Jan Günther                         | 1977 | Elsterwerda |       |                   | Volleyballspieler |
| Nancy Böhning                       | 1979 | Elsterwerda |       |                   | politische Beamtin (SPD) |
| Christian Matthée                   | 1979 | Elsterwerda |       |                   | Fernsehmoderator und Reporter |
| Matze Hielscher                     | 1979 | Elsterwerda |       |                   | Medienunternehmer, Podcaster, Buchautor und ehemaliger Bassist von Virginia Jetzt! sowie DJ. |
| Markus Stemler                      | 1979 | Elsterwerda |       |                   | Toningenieur |
| Daniel Ziebig                       | 1983 | Elsterwerda |       |                   | Fußballspieler |
| Christoph Schindler                 | 1983 | Elsterwerda |       |                   | Handballspieler |
| Steffi Marth                        | 1985 | Elsterwerda |       |                   | Radsportlerin |
| Christian Reck                      | 1987 | Elsterwerda |       |                   | Politiker (AfD) |
| Enrico Martini                      | 1988 | Elsterwerda |       |                   | Footballspieler |

## Weitere Persönlichkeiten, die mit der Stadt in Verbindung stehen
| Name                              | geb. | in                       | gest.     | in               | Anmerkung |
| --------------------------------- | ---- | ------------------------ | --------- | ---------------- | --- |
| Haubold von Maltitz               | 1505 |                          | 1575      |                  | Hofmarschall, Rat |
| Petrus Ketzmann                   | 1521 | Nürnberg                 | 1570      | Feuchtwangen     | lutherischer Theologe und Pädagoge, 1550–1552 Pastor in Elsterwerda. |
| Georg Friedrich Hammer            | 1694 | Eilenburg                | 1751      | Rabenau          | 1727–1731 Diakon in Elsterwerda, wo er 1727 auch seine Elsterwerdensia verfasste. |
| Maria Josepha von Österreich      | 1699 | Wien                     | 1757      | Dresden          | österreichische Prinzessin und spätere sächsische Kurfürstin, bekam 1727 das Schloss Elsterwerda von Kurfürst August dem Starken geschenkt |
| Karl von Sachsen                  | 1733 | Dresden                  | 1796      | Dresden          | sächsischer Prinz, ihm wurde Ende des 18. Jahrhunderts das Schloss Elsterwerda von August dem Starken als Wohnsitz überlassen |
| Johann Gottlob Theaenus Schneider | 1750 | Collm                    | 1822      | Breslau          | Altphilologe und Naturwissenschaftler, verbrachte seine Kindheit bei einem Onkel in Elsterwerda |
| Karl Friedrich Richter            | 1776 | Hettstedt                | 1838      | Elsterwerda      | Theologe und Schriftsteller, lebte zuletzt als Diakonus in Elsterwerda |
| Friedrich Louis Eyserbeck         | 1790 |                          | 1874      |                  | königlicher Hofgärtner des Schlosses Elsterwerda |
| Hermann Kahle                     | 1829 | Hettstedt                | 1887      | Berlin           | Pädagoge und Schriftsteller, ab 1866 Seminardirektor in Elsterwerda |
| Friedrich Nadler                  | 1847 | Döllingen                | 1924      |                  | Pädagoge und Schriftsteller, Seminarlehrer in Elsterwerda, Vater des Malers Hans Nadler |
| Hugo Grosse                       | 1849 | Zwethau                  |           |                  | Pädagoge und Schriftsteller, Seminarlehrer in Elsterwerda |
| Albert Wilde                      | 1854 | Stralsund                | 1919      | Elsterwerda      | Jurist, Bürgermeister von Elsterwerda, 1907–1912 Mitglied des Deutschen Reichstags |
| Johannes Gillhoff                 | 1861 | Glaisin                  | 1930      | Parchim          | Schriftsteller, wirkte als Lehrer in Elsterwerda |
| Ulrich Kleist                     | 1866 | Falkenberg               | nach 1917 |                  | Schriftsteller, wirkte als Erzieher in Elsterwerda. |
| Karl Hemprich                     | 1867 | Barneberg                | nach 1931 |                  | Der Pädagoge war in Döllingen aufgewachsen. Er besuchte in Elsterwerda die Seminarvorschule und schließlich von 1884 bis 1887 das Lehrerseminar. |
| Friedrich Wilhelm Hubrich         | 1867 | Hohenleipisch            | 1925      | Berlin           | Postbeamter und Mitglied des Deutschen Reichstags. Er besuchte von 1880 bis 1881 die Seminarübungsschule in Elsterwerda. |
| Wilhelm Teschner                  | 1869 | Langenbielau             | 1927      |                  | Musikpädagoge, Musiklehrer in Elsterwerda, Verfasser von Orchesterserenaden, Kammermusik, Klaviersonaten, Orgelstücken sowie Chören mit Orchester |
| Robert Helbig                     | 1877 | Bautzen                  | 1956      | Reutlingen       | Gymnasiallehrer und Politiker (NSDAP). Von 1905 bis 1925 war er Direktor der Landwirtschaftlichen Schule in Elsterwerda. |
| Hans Wenzel Baudis                | 1879 | Roth-Aujezd (Böhmen)     | 1947      | Elsterwerda      | Pädagoge und Schriftsteller |
| Emil Hemeter                      | 1880 | München                  | 1945      | Gentha           | Deutscher Politiker (DNVP, Deutsches Landvolk). Er gründete im Herbst 1905 im Auftrag der Landwirtschaftskammer für die Provinz Sachsen die landwirtschaftliche Winterschule Elsterwerda, die er vom Herbst 1905 bis Herbst 1925 als Direktor leitete. |
| Paul Lehmann-Brauns               | 1885 | Danzig                   | 1970      | Berlin           | Der Landschaftsmaler absolvierte in Elsterwerda eine Ausbildung zum Volksschullehrer. |
| Ernst Lampe                       | 1886 | Berlin                   | 1968      | Blaubeuren       | Pädagoge und Mathematiker, langjähriger Schulleiter und Lehrer an der Oberrealschule (später Oberschule) im Elsterschloss in Elsterwerda. |
| Paul Friedrich Stoy               | 1887 | Kolochau                 | 1978      | Kolochau         | Heimatforscher und Lehrer |
| Otto Kieser                       | 1893 | Mühlbeck                 | 1985      | Bad Schwalbach   | Der Mundartforscher und Lehrer wirkte in Elsterwerda als Studienrat. |
| Anna-Liese Schwieger              | 1899 | Rostock                  | 1974      | Elsterwerda      | Lehrerin, christdemokratische Politikerin und Frauenrechtlerin, welche für ihr sozialpolitisches Engagement im März 1957 mit der Clara-Zetkin-Medaille geehrt wurde. |
| Ursula Fesca                      | 1900 | Hohenbucko               | 1975      | Schlierbach      | Keramikerin. Die Künstlerin, die den keramischen Zeitgeschmack der 1930er und 1950er Jahre prägte, arbeitete um 1928 auch Entwürfe für die Biehlaer Steingutfabrik aus. Die Wiederentdeckung dieser Arbeiten durch die Kunsthistorikerin Karla Bilang ist einer der Gründe, weshalb Fescas Bedeutung für die Geschichte der modernen Keramikkunst in der Gegenwart bewusster geworden ist. |
| Rudolf Matthies                   | 1909 | Zeitz                    | 1996      | Elsterwerda      | Heimatforscher und Lehrer |
| Oskar August                      | 1911 | Dobrzyca                 | 1985      | Elsterwerda      | Geograph |
| Helmut Felke                      | 1919 | Torgau                   | 1999      | Bad Liebenwerda  | Physiker, 1976–1985 Direktor der Universitätsbibliothek Dresden, legte sein Abitur in Elsterwerda ab |
| Thilo Koch                        | 1920 | Kanena                   | 2006      | Hausen ob Verena | Fernsehjournalist, wuchs in Plessa auf, legte 1939 sein Abitur als Jahrgangsbester am Elsterschloss-Gymnasium ab |
| Klaus Beuchler                    | 1926 | Kattnitz                 | 1992      | Berlin           | Journalist und Schriftsteller, schrieb u. a. das Drehbuch zum 1961 entstandenen DEFA-Film Reiseziel Erfurt, dessen Hauptdarsteller Kinder des Elsterwerdaer Sportensembles waren |
| Hans Eickworth                    | 1930 | Gablenz bei Crimmitschau | 1995      | Westerland       | Maler, Grafiker, Plastiker und Bildhauer, schuf in Elsterwerda unter anderem den Elsterbrunnen am Markt, den Eulenspiegelbrunnen sowie die 4 m hohe Skulptur und die Karl-Marx-Plastik im Stadtpark |
| Karl Kraus                        | 1938 | Hohenelbe                | 1988      |                  | Physiker, wuchs ab 1948 in Kraupa auf, besuchte die Oberschule im Elsterschloss |
| Georgios Wlachopulos              | 1939 | Mandra                   | 2024      | Kotschka         | in Kotschka lebender griechischer Künstler |
| Wolfgang Günther                  | 1940 |                          | 1998      |                  | Übersetzer, lebte in Elsterwerda |
| Bernd Martin                      | 1940 | Berlin                   |           |                  | Historiker, wuchs in Elsterwerda auf |
| Stephan Creuzburg                 | 1941 | Leipzig                  |           |                  | Apotheker, Träger des Kulturpreises des Landkreises Elbe-Elster (2017), lebt und arbeitet in Elsterwerda |
| Walter Kroker                     | 1943 |                          |           |                  | 1993–2002 Landrat des Kreises Bad Liebenwerda und des Landkreises Elbe-Elster, lebt in Elsterwerda |
| Eberhard Hübner                   | 1945 |                          |           |                  | ehemaliger Badmintonspieler, lebt in Elsterwerda. |
| Reinhard Höppner                  | 1948 | Haldensleben             | 2014      | Magdeburg        | Politiker (SPD), 1994–2002 Ministerpräsident von Sachsen-Anhalt, 1967 Abitur an der EOS Elsterwerda |
| Siegbert Horn                     | 1950 | Hartmannsdorf bei Lübben |           |                  | Kanute, Olympiasieger und Weltmeister im Kanuslalom, lebt und arbeitet im Elsterwerdaer Stadtteil Biehla |
| Eva-Maria Stange                  | 1957 | Mainz                    |           |                  | Politikerin (SPD) und Gewerkschaftsfunktionärin (GEW), 2006–2009 und seit 2014 Staatsministerin für Wissenschaft und Kunst in Sachsen, besuchte in Elsterwerda die POS Rudi Arndt und anschließend die EOS im Elsterschloss |
| Christian Jaschinski              | 1967 |                          |           |                  | Politiker (CDU), seit 2010 Landrat des Landkreises Elbe-Elster, und lebt in Elsterwerda |

## Ehemalige Bürgermeister der Stadt
| Amtszeit  | Bürgermeister                    | Bemerkungen             |
| --------- | -------------------------------- | ----------------------- |
| 1603      | Georg Lehmann                    | bis 1597 Stadtrichter   |
|           | Matheus Lehmann                  |                         |
| 1628      | Andreas Kniesche                 |                         |
| 1629      | Matheus Bergmann                 |                         |
| 1629      | Andreas Nagel                    |                         |
| 1641      | Abraham Schirmer                 |                         |
| 1641      | Haubold Laue                     |                         |
| 1686      | Cristoph Ober                    |                         |
| 1687      | Johann Hoffmann                  |                         |
| 1687      | Hannß Reichert                   |                         |
| 1688–1696 | Johann Peuker                    |                         |
| 1710      | Johann Christian Zeißke          |                         |
| 1711      | Hans Hofmann                     |                         |
| 1715      | Hannß Georg Lehmann              |                         |
| 1715      | Johann Gottlob Hohlefeld         |                         |
| 1716      | Johann Müller                    |                         |
| 1725–1729 | Johann Heide (1713 Stadtrichter) |                         |
| 1726–1731 | Andreas Schemmel                 | 1727 Vize-Bürgermeister |
| 1735–1738 | Christoph Heinrich Wiecke        |                         |
| 1743–1753 | Christian Müller                 | 1757 Vize-Bürgermeister |
| 1753      | Christian Kupfer                 |                         |
| 1757–1769 | Christian Hubert                 | cons.reg.               |
| 1762–1771 | Johann Friedrich Zeunig (Zeinig) |                         |
| 1774–1778 | Johann Gottfried Kaul            |                         |
| 1776      | Carl Gottlob Reichardt           |                         |
| 1781–1798 | Johann Gottlob Hörisch           |                         |
| 1782–1815 | Joachim Stephan                  |                         |

| Amtszeit  | Bürgermeister                | Bemerkungen                                 |
| --------- | ---------------------------- | ------------------------------------------- |
| 1784      | Gottlieb August Haußig       |                                             |
| 1785      | Gottlieb August Hurtig       |                                             |
| 1798–1803 | Johann Samuel Marschner      |                                             |
| 1803–1804 | Johann Gottlob Thiele        |                                             |
| 1804      | Johann Gottlob Hörisch       |                                             |
| 1811–1819 | Carl Friedrich Müller        |                                             |
| 1820–1822 | Leopold Adolph Borstorf      | erster alleiniger Bürgermeister             |
| 1829      | Friedrich Leopold Borschdorf |                                             |
| 1840–1842 | Schmorl                      |                                             |
| 1847      | Blumenau                     |                                             |
| 1858      | Germann                      |                                             |
| 1873–1882 | Christian Wilhelm Bittag     |                                             |
| 1882–1917 | Albert Wilde                 | 1906 auf Lebenszeit gewählt, 1917 Ruhestand |
| 1917–1937 | Oswald Stieler               |                                             |
| 1937–1945 | Wilhelm Borchers             |                                             |
| 1945      | Eduard Hillmann              |                                             |
|           | Erich Rose                   |                                             |
|           | Arno Beeger                  |                                             |
| 1945–1959 | Karl Böhme                   |                                             |
| 1959–1960 | Arno Dietze                  |                                             |
| 1960–1961 | Reinhold Beuchler            |                                             |
| 1961–1975 | Felix Kocksch                |                                             |
| 1975–1991 | Wolf-Dieter Schwarz          |                                             |
| 1991–1994 | Alfred Janko                 |                                             |
| 1994–2002 | Peter Schwarz                |                                             |
| 2002–2018 | Dieter Herrchen              |                                             |
| seit 2018 | Anja Heinrich                |                                             |

## Trivia

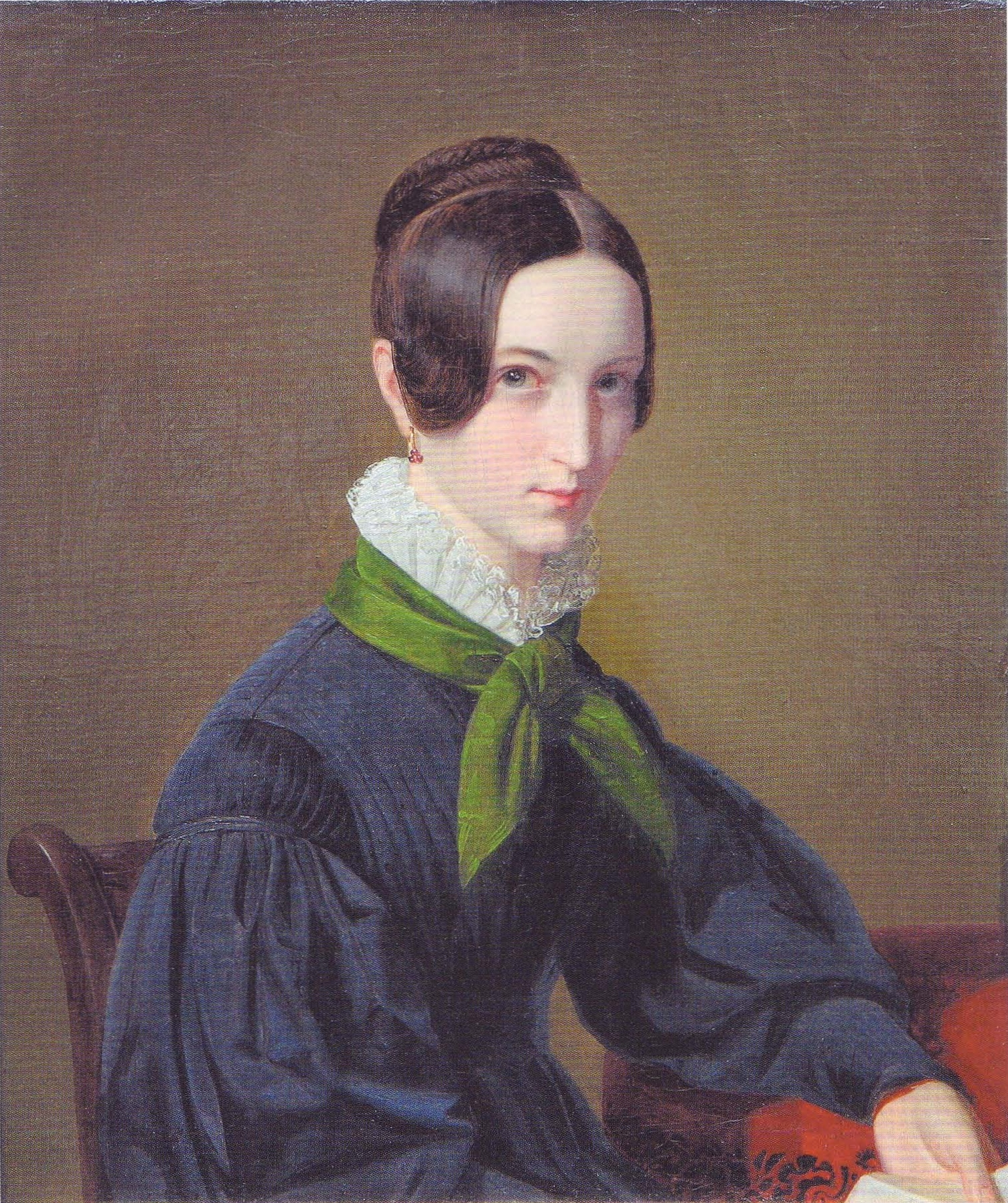
Therese Gauß

- Am 23. September 1856 heiratete in Elsterwerda Therese (1816–1864), die jüngste Tochter des berühmten Mathematikers Carl Friedrich Gauß, den Schauspieler Constantin Staufenau (1809–1886).[34][35]
- Carl Bendix, von 1907 bis 1921 Werkleiter der in Biehla ansässigen Phönicia-Werke, war ein Sohn des dänischen Musikers Fritz Bendix aus dessen erster Ehe mit Eugenia geb. Heusinger. Carl Bendix wuchs bei seiner Mutter in Dresden auf, welche dort in zweiter Ehe mit dem dänischen Schriftsteller und Literaturnobelpreisträger Karl Adolf Gjellerup verheiratet war.